# Quintus Aelius Tubero (Triumvir Capitalis)
Quintus Aelius Tubero war ein römischer Politiker und Intellektueller im 2. Jahrhundert v. Chr. sowie Neffe des Scipio Aemilianus.

## Leben
Tubero war der Sohn von Scipios Schwester und gehörte zum sog. Scipionenkreis. Er galt als Freund des Tiberius Gracchus, von dem er sich aber während dessen Volkstribunat abwandte. Als Triumvir Capitalis hat Tubero in einer Rechtsfrage gegen seinen Onkel Scipio (vor dessen Tod in 129 v. Chr.) entschieden, dass die Auguren nicht vom Richteramt befreit seien. Laut Cicero und Valerius Maximus stellte sich Tubero nach Scipios Tod zur Wahl für die Praetur, unterlag aber, angeblich weil er beim Leichenschmaus für Scipio zu knauserig gewesen sei. Cicero schildert ferner, dass Tubero ein politischer Gegner des Gaius Gracchus gewesen sei, mit dem er sich Rededuelle geliefert habe.
Tubero war Anhänger der stoischen Philosophie und Schüler des Panaitios. Cicero betont, dass Tuberos strenge Lebensführung in Übereinstimmung mit seiner philosophischen Schule gestanden habe. Sein Redestil sei ebenfalls von seiner philosophischen Ausrichtung beeinflusst und deshalb hart, unkultiviert sowie rau gewesen (durus, incultus, horridus), was seiner politischen Karriere geschadet habe; in der inhaltlichen Argumentation habe er dagegen überzeugen können. Die juristischen Fähigkeiten soll Cicero (in einem nicht erhaltenen Werk) laut Aulus Gellius gelobt haben.

## Gesprächspartner des Scipio in CicerosDe re publica
Als Mitglied des sogenannten Scipionenkreises nimmt Turbo an einem fiktiven Gespräch teil, welches Cicero ins Jahr 129 v. Chr. versetzt und in De re publica wiedergibt. Allerdings ist er in den erhaltenen Teilen der Schrift weniger Meinungsführer als gelegentlich nachfragender Gesprächspartner seines Onkels.

## Quintus Aelius Tubero in der Forschung
Eine Emendation von triumviratu zu tribunatu in Ciceros Brutus (Kap. 117) hatte in der früheren Forschung dazu geführt, dass man Quintus Aelius Tubero das Volkstribunat im Jahre 129 v. Chr. oder einem der unmittelbar vorangehenden Jahre zuschrieb. Die jüngere Forschung hält am ursprünglichen Text fest und geht davon aus, dass Tubero kurz vor Scipios Tod (129 v. Chr.) als Triumvir Capitalis fungierte (s. o.).
Laut Sextus Pomponius soll Tubero Consul suffectus gewesen sein, was in der Forschung allerdings angezweifelt wird, zumal er bei der Bewerbung um die Praetur gescheitert sein soll (s. o.).